# 均化能源成本

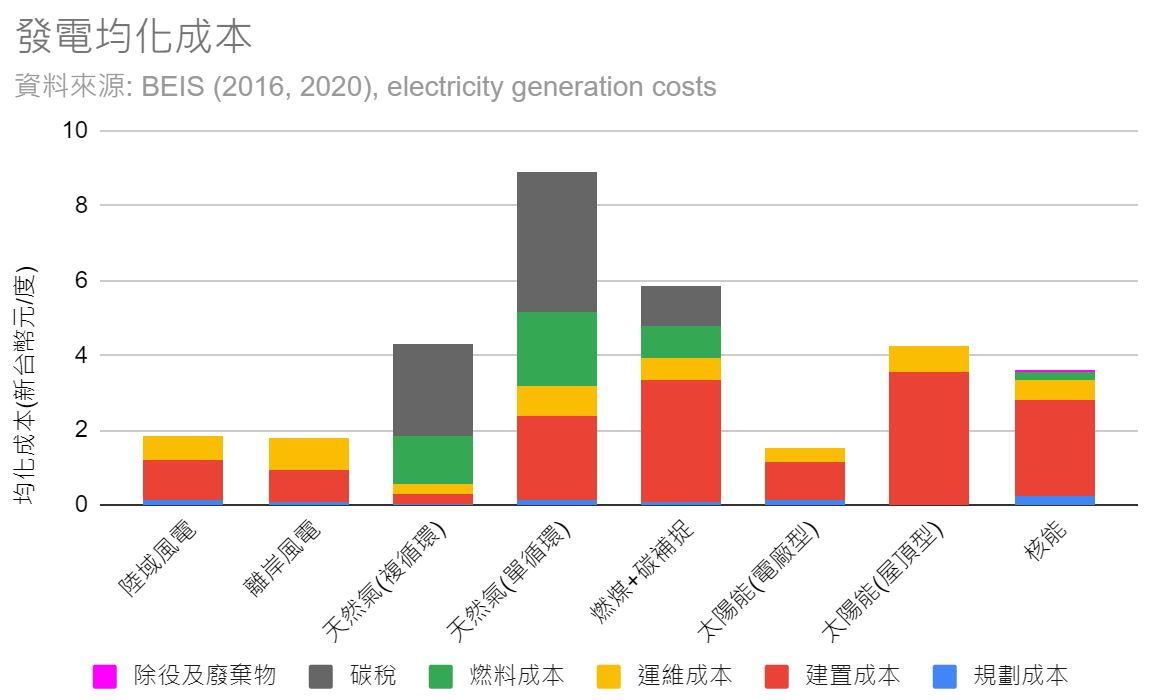
英國發電成本報告資料，2025-2030年的均化發電成本 (註:在圖片的"更多詳細資料"的下方，有附上計算的連結）

均化能源成本、平準化能源成本（英語：levelized cost of energy, LCOE），是指能源相關系統、生產單位能源所需的平均成本。最常用於評估不同技術的發電成本，此時又被稱作均化發電成本。但也可以用在評估及比較不同儲能技術和供熱或供冷技術的能源成本。
均化能源成本其定義：生命週期總成本除以生命週期總產生能源。
單位為金額除以單位能源，能源單位通常為度（千瓦·時、kWh）或百萬瓦·時（MWh）。例如:14美分/度、新台幣3元/度、人民幣0.5元/千瓦時、50英鎊/百萬瓦·時。
計算時會考慮生命週期內所有的成本，包括初期建設成本、燃料成本、固定和變動成本、維修成本及財務成本。以及系統的使用參數，例如：系統的使用率。

## 計算
均化能源成本有不同的計算方法，最常用的為淨現值法。因為投資的金額和發電量會隨著時間有所改變，計算時會考慮折現率。
其計算如下:
{\displaystyle {\text{均 化 能 源 成 本}}={\frac {\text{總 成 本 淨 現 值}}{\text{總 產 生 能 源 淨 現 值 }}}}，其中：
{\displaystyle {\text{總 成 本 淨 現 值}}=\sum _{t=1}^{n}{\frac {I_{t}+M_{t}+F_{t}}{\left({1+r}\right)^{t}}}={\frac {I_{1}+M_{1}+F_{1}}{(1+r)}}+{\frac {I_{2}+M_{2}+F_{2}}{(1+r)^{2}}}+{\frac {I_{3}+M_{3}+F_{3}}{(1+r)^{3}}}...{\frac {I_{n}+M_{n}+F_{n}}{(1+r)^{n}}}}
{\displaystyle {\text{總 產 生 能 源 淨 現 值}}=\sum _{t=1}^{n}{\frac {E_{t}}{\left({1+r}\right)^{t}}}={\frac {E_{1}}{\left({1+r}\right)^{1}}}+{\frac {E_{2}}{\left({1+r}\right)^{2}}}+{\frac {E_{3}}{\left({1+r}\right)^{3}}}...{\frac {E_{n}}{\left({1+r}\right)^{n}}}}
- {\displaystyle I_{t}} = 在t年的初期投資成本（例如:規畫成本、建置成本、基礎設施成本）
- {\displaystyle M_{t}} = 在t年的營運和維護成本（例如:固定和變動營運成本、保險費用、併網費用、碳稅、除役費用、碳捕捉及儲存成本...等）
- {\displaystyle F_{t}} = 在t年的燃料成本
- {\displaystyle E_{t}} = 在t年產生的能源。相關參數為：裝置容量、容量因子及發電效率。
- {\displaystyle r}  = 折現率（%）
- {\displaystyle n}  = 使用壽命（年）

一般來說，均化能源成本的計算，包含了整個系統生命週期（短至20年長至超過40年）的成本和產生的能源。
要注意的是，計算假設和參數的選擇對均化成本有较大影響，如：建置成本、折現率、容量因子等。因此，在評估分析均化成本時，要清楚的陳述其計算用的假設和適用的情況。

當均化成本用在比較不同替代發電方式時，必須要考慮實際情況下的參數，如例:隨著通貨膨脹而有所調整。

## 限制
用均化成本比較不同發電方式有許多限制，其中最值得注意的是，其無法反映發電和用電需求之间的關系。例如:
- 發電系統的可調節性（英语：Dispatchable generation），是否能隨著用電需求變化
- 發電曲線和用電的關聯性

在評估間歇性再生能源的均化成本時，因為其發電時間和量無法隨意控制，產生的電不一定是在需要用電的時候，此時產生出來電的價值，可能會比其它時間還低，甚至會出現負的電價。但同時，其發電的時間可能在用電高峰，例如太陽能的發電量和夏天空調用電有正相關。
此外，有些可調控的發電方式（如：燃煤發電及核能發電）無法快速的增加或減少輸出，在某些情況下也可能會產生過多的電，因此造成棄電而增加成本。